# العلاقات الزامبية الغيانية
العلاقات الزامبية الغيانية هي العلاقات الثنائية التي تجمع بين زامبيا وغيانا.

## مقارنة بين البلدين
هذه مقارنة عامة ومرجعية للدولتين:
| وجه المقارنة                                              | زامبيا                         | غيانا        |
| --------------------------------------------------------- | ------------------------------ | ------------ |
| المساحة (كم2)                                             | 752.62 ألف                     | 214.97 ألف   |
| عدد السكان (نسمة)                                         | 17.09 مليون                    | 777.86 ألف   |
| الكثافة السكانية (ن./كم²)                                 | 22.71                          | 3.62         |
| العاصمة                                                   | لوساكا                         | جورج تاون    |
| اللغة الرسمية                                             | لغة إنجليزية                   | لغة إنجليزية |
| العملة                                                    | كواشا زامبي، كواشا زامبي قديم ‏ | دولار غياني  |
| الناتج المحلي الإجمالي (بليون دولار)                      | 25.81 مليار                    | 3.68 مليار   |
| الناتج المحلي الإجمالي (تعادل القوة الشرائية) بليون دولار | 62.18 مليار                    | 5.77 مليار   |
| الناتج المحلي الإجمالي الاسمي للفرد دولار أمريكي          | 1.30 ألف                       | 4.13 ألف     |
| الناتج المحلي الإجمالي للفرد دولار أمريكي                 | 3.90 ألف                       |              |
| مؤشر التنمية البشرية                                      | 0.586                          |              |
| رمز المكالمات الدولي                                      | +260                           | +592         |
| رمز الإنترنت                                              | .zm                            | .gy          |
| المنطقة الزمنية                                           | ت ع م+02:00                    | 00           |

## منظمات دولية مشتركة
يشترك البلدان في عضوية مجموعة من المنظمات الدولية، منها:
| علم المنظمة | اسم المنظمة                                 | تاريخ انضمام زامبيا | تاريخ انضمام غيانا |
| ----------- | ------------------------------------------- | ------------------- | ------------------ |
|             | الاتحاد البريدي العالمي                     | ?                   | ?                  |
|             | يونسكو                                      | 9 نوفمبر 1964       | 21 مارس 1967       |
|             | البنك الدولي للإنشاء والتعمير               | 23 سبتمبر 1965      | 26 سبتمبر 1966     |
|             | منظمة التجارة العالمية                      | ?                   | ?                  |
|             | وكالة ضمان الاستثمار متعدد الأطراف          | 6 يونيو 1988        | 18 يناير 1989      |
|             | دول الكومنولث                               | ?                   | ?                  |
|             | الاتحاد الدولي للاتصالات                    | 23 أغسطس 1965       | 8 مارس 1967        |
|             | منظمة الشرطة الجنائية الدولية               | ?                   | ?                  |
|             | مؤسسة التمويل الدولية                       | 23 سبتمبر 1965      | 4 يناير 1967       |
|             | الأمم المتحدة                               | 1 ديسمبر 1964       | 20 سبتمبر 1966     |
|             | مجموعة دول أفريقيا والكاريبي والمحيط الهادئ | ?                   | ?                  |
|             | مؤسسة التنمية الدولية                       | 23 سبتمبر 1965      | 4 يناير 1967       |
|             | منظمة حظر الأسلحة الكيميائية                | ?                   | ?                  |
|             | المركز الدولي لتسوية المنازعات الاستشارية   | 17 يوليو 1970       | 10 أغسطس 1969      |

## وصلات خارجية
- موقع وزارة الخارجية الغيانية